# Jayavarman VIII.
Jayavarman VIII. war ein König der Khmer von 1243 bis 1295 im Reich von Angkor.

## Leben
Während seiner Regierungszeit musste er sich mehrerer Invasionen der Thai des Reiches von Sukhothai erwehren.
Gegen Ende seiner Regierungszeit wurde die Bedrohung durch die Mongolen zu einer seiner Hauptsorgen. 1280 rief der Herrscher von Annam den mongolischen (Yuan-Dynastie) Kaiser von China, Kublai Khan, um Hilfe gegen die Khmer. Dieser sandte eine Armee, die knapp vor Angkor zurückgeschlagen werden konnte, dennoch erklärte sich Jayavarman VIII. bereit, Tribut zu zahlen.
Unter seiner Herrschaft erfolgte eine heftige hinduistische Reaktion auf den Buddhismus, wie er vor allem von König Jayavarman VII. propagiert worden war. Diese nahm Ausmaße eines Bildersturmes an – vielfach sieht man in den Tempeln von Angkor abgekratzte buddhistische Darstellungen, etwa in Ta Prohm oder Preah Palilay. Eine Buddhastatue, die im Bayon aufgestellt gewesen war, wurde in den 1930er-Jahren zerstört in einem Brunnen gefunden. Im Bayon war sie durch eine Statue von Harihara ersetzt worden. Bautätigkeiten von Bedeutung sind aus Jayavarmans VIII. Regierungszeit dagegen nicht bekannt.
1295 dankte Jayavarman VIII. zugunsten seines Nachfolgers Indravarman III. ab.
| Vorgänger | Amt                       | Nachfolger       |
| --------- | ------------------------- | ---------------- |
| unbekannt | König der Khmer 1243–1295 | Indravarman III. |

| Personendaten    | Personendaten    |
| ---------------- | ---------------- |
| NAME             | Jayavarman VIII. |
| KURZBESCHREIBUNG | König der Khmer  |
| GEBURTSDATUM     | vor 1243         |
| STERBEDATUM      | nach 1295        |